# Staré purkrabství (Vyšehrad)
Staré purkrabství na Vyšehradě je jedna z budov na zdejším knížecím a královském okrsku akropole.

## Historie
Původ Starého purkrabství sahá do druhé poloviny 14. století, kdy Karel IV. založil Nové město pražské. Zároveň s tím inicioval v letech 1348–1350 také rozsáhlou stavební činnost na Vyšehradě, který se stal součástí pražského opevnění. Na akropoli nechal obnovit a přestavět přemyslovský palác, sídlo přemyslovských knížat a králů mezi lety 1070 až 1140, a vystavět další nejméně tři palácové budovy. Nejjižnější z nich sloužila patrně jako sídlo vyšehradského purkrabího. Jeho jižní zeď byla přímo zapojena do opevnění, jak dokládá přítomnost čtyř střílen. Během husitského plenění Vyšehradu v roce 1420 byly všechny stavby poničeny a akropole již obnovena nebyla. Dochovala se pouze budova Starého purkrabství, nejspíš právě proto, že zde sídlil hospodářský správce Vyšehradu. Současná podoba pochází z 18. století, kdy byl Vyšehrad přestavován na vojenskou pevnost. Od dvacátých do devadesátých let 20. století sloužila budova jako sklad a tělocvična pro Sokol Vyšehrad. 

## Současnost
V letech 2003–2005 prošlo Staré purkrabství stavební úpravou podle architektů Vladimíra Faktora a Ludmily Šolcové, jejímž cílem bylo využití stavby pro společensko-kulturní využití. Při ní došlo k přístavbě do barokního valu a ke vzniku kavárny a multifunkčního sálu pro osmdesát diváků. Pravidelně se zde konají kulturní akce, například víkendové pohádky pro děti.